# Skarb z Czapur
Skarb z Czapur – skarb odnaleziony w 1950 na terenie Czapur (powiat poznański).

## Historia znaleziska
Skarb datowany jest na lata 1100–900 p.n.e. (epoka brązu). Został odnaleziony podczas prac Państwowego Przedsiębiorstwa Mierniczego na południowym brzegu Czapnicy, w niedużej odległości od paleolitycznych krzemienic (już na terenie Poznania), stanowiących osobne, cenne stanowisko archeologiczne. W zabagnionej dolince, na głębokości 35–40 cm znajdowało się naczynie gliniane, które rozpadło się z uwagi na swoją kruchość i wielkość. Wewnątrz leżało (jeden na drugim) 47 przedmiotów z brązu: importowane czerpaki kute z blachy z taśmowatym uszkiem, bransolety zamknięte (4 sztuki), bransoleta z odgiętymi końcówkami, diadem, 37 naramienników z drutu skręcanego lub o przekroju okrągłym, zapinka z dwoma spiralami, brązowy grot oszczepu i złoty pierścionek spiralny. Skarb mógł być ofiarą lub depozytem złożonym przez kupca.
Przedmioty znajdują się w posiadaniu Muzeum Archeologicznego w Poznaniu.